# Hermann van Pels
Hermann van Pels (ur. 31 marca 1898 w Gehrde, zm. październik 1944 w Auschwitz-Birkenau) - Żyd niemieckiego pochodzenia, ukrywający się przez ponad dwa lata razem z Anną Frank. W Dzienniku Anny Frank nosi pseudonim Herman van Daan

## Życiorys
Hermann van Pels urodził się jako trzecie z szóstki dzieci Liny Vorsänger i Arona van Pels. 5 grudnia 1925 roku poślubił Augustę van Pels, a 8 listopada 1926 urodził się ich syn Peter.
W 1933 roku w III Rzeszy wprowadzono prawa dyskryminujące Żydów. Rodzina van Pelsów zmuszona była sprzedać swój interes ze znaczną stratą. W 1935 roku siostra Hermanna przeniosła się do Amsterdamu, zaś on, z żoną i synem dołączyli do niej w 1937.
Van Pelsowie zamieszkali w sąsiedztwie rodziny Franków. W 1938 roku Hermann zaczął pracować w firmie Ottona Franka. Rodziny wkrótce zaprzyjaźniły się.
Kiedy prześladowania Żydów zaczęły narastać w okupowanej Holandii, Hermann i Otto Frank postanowili urządzić kryjówkę dla swych rodzin w pokojach nad biurami przy Prinsengracht 263. 13 lipca 1942 van Pelsowie dołączyli do rodziny Franków ukrywając się na poddaszu przez ponad 2 lata. Współpracownicy Franka: Miep Gies, Victor Kugler, Johannes Kleiman i Bep Voskuijl pomagali rodzinom przez ten czas, aż do sierpnia 1944, gdy Gestapo otrzymało anoniomowo szczegóły dotyczące miejsca ich pobytu.
Ukrywająca się grupka została aresztowana i poprzez obóz przejściowy Westerbork wywieziona we wrześniu 1944 do niemieckiego obozu koncentracyjnego Auschwitz. Wkrótce Hermann doznał urazu głowy podczas wykonywania ciężkich prac i został przeniesiony do innej sekcji obozu, gdzie przetrzymywano ludzi wybranych do śmierci w komorach gazowych, w których zginął na początku października 1944.